# Samson Raphaelson
Samson Raphaelson (Nova York, 30 de març de 1894 - Nova York, 16 de juliol de 1983) va ser un guionista i dramaturg estatunidenc.
Nascut a Nova York, va treballar en nou pel·lícules amb Ernst Lubitsch, incloent Trouble in Paradise, The Shop Around the Corner i Heaven Can Wait. També va col·laborar amb Alfred Hitchcock a Suspicion. Va ser l'autor de l'obra Day of Atonement , la qual va ser adaptada al cinema com El cantant de jazz, la primera pel·lícula parlada. El 1977 el Gremi de Guionistes de Cinema (Screen Writers Guild) li va concedir el Premi Laurel per una vida dedicada a la professió. Va ensenyar a la Universitat de Colúmbia fins als últims anys de la seva vida. La seva dona Dorshka (Dorothy Wegman) va néixer el 1904 i va morir el 2005, sent la penúltima supervivent de les Ziegfeld Follies Dancer. El seu nebot és el director Bob Rafelson, i el seu net el fotògraf Paul Raphaelson.

## Filmografia
- 1931: The Smiling Lieutenant
- 1932: Cançó de bressol trencada (Broken Lullaby)
- 1932: One Hour with You
- 1932: Trouble in Paradise
- 1934: Caravan
- 1934: The Merry Widow
- 1934: The Queen's Affair
- 1934: Servants' Entrance
- 1935: Ladies Love Danger
- 1935: Dressed to Thrill
- 1937: The Last of Mrs Cheyney
- 1937: Angel
- 1940: The Shop Around the Corner
- 1941: Sospita
- 1943: Heaven Can Wait
- 1946: The Harvey Girls
- 1946: Ziegfeld Follies
- 1947: Green Dolphin Street
- 1948: That Lady in Ermine
- 1953: Main Street to Broadway